# Royal Glasgow Institute of the Fine Arts
Das Royal Glasgow Institute of the Fine Arts ist eine unabhängige Organisation, die 1861 gegründet wurde und zeitgenössische Kunst und Künstler in Schottland fördert. Es ist die drittgrößte Organisation ihrer Art im Vereinigten Königreich. Das Institut organisiert die umfangreichste und renommierteste Jahresausstellung in Schottland, die für alle Künstler offen ist und mit rund 17 Geldpreisen dotiert wird. Die Ausstellungen finden in der Kelly Gallery statt.

James McNeill Whistler: Arrangement in Grey and Black (1871)

## Geschichte

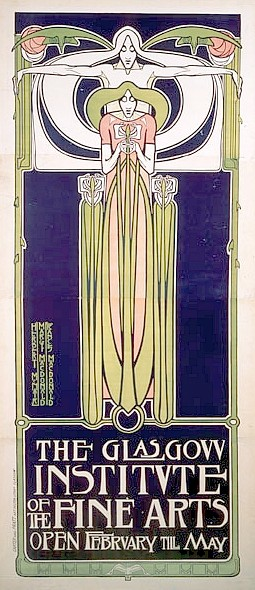
Frances MacDonald McNair: Poster for the Glasgow Institute of the Fine Arts (1895)

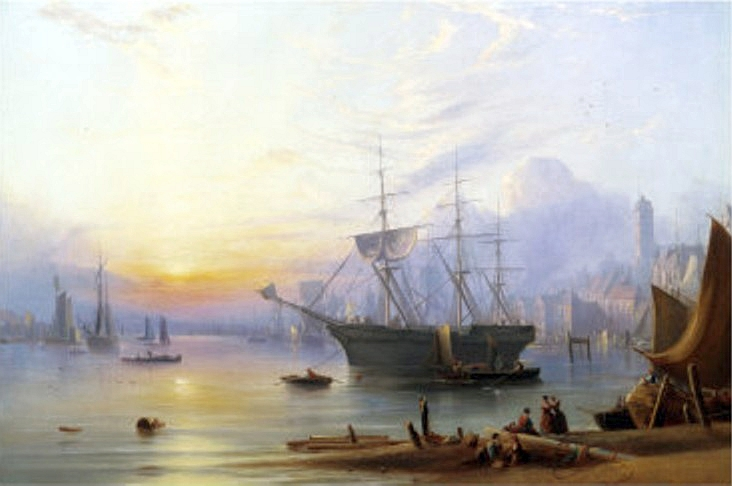
Joseph Crawhall: The Harbor at North Shields

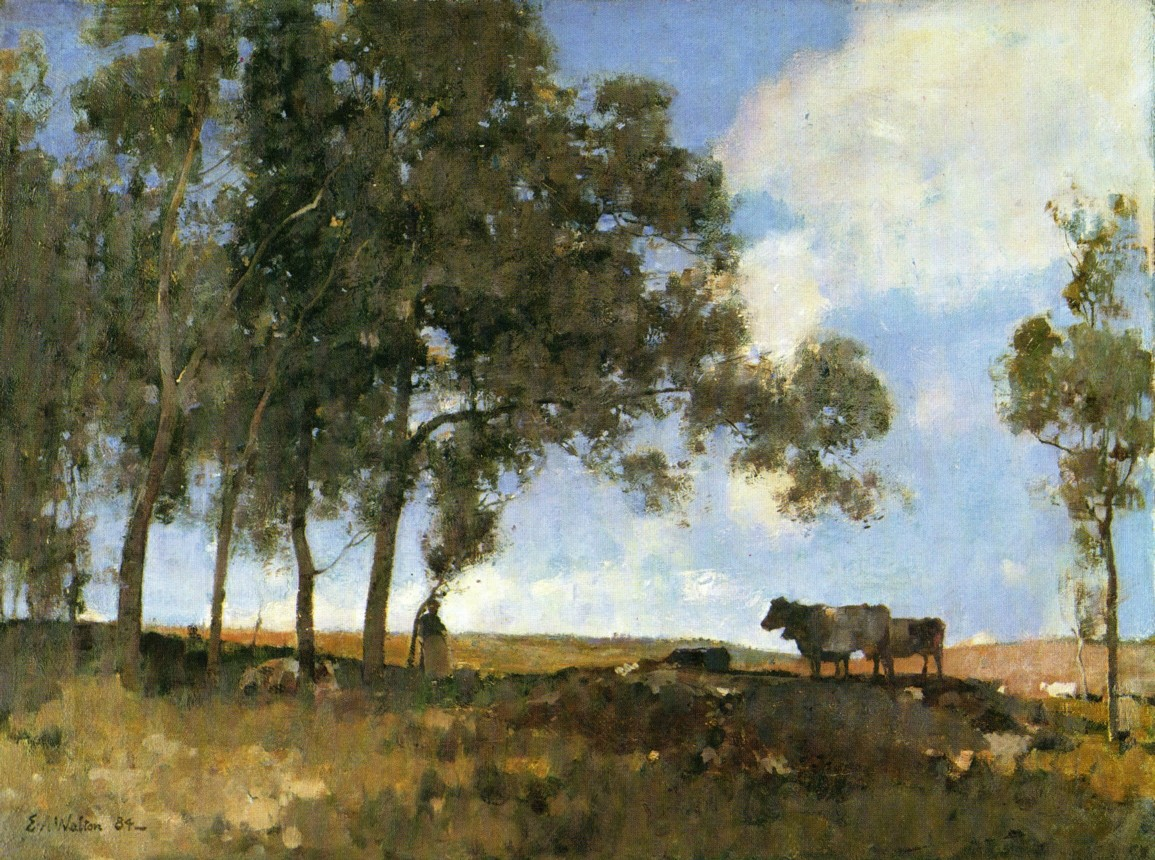
Edward Arthur Walton: Autumn Sunshine (1883)

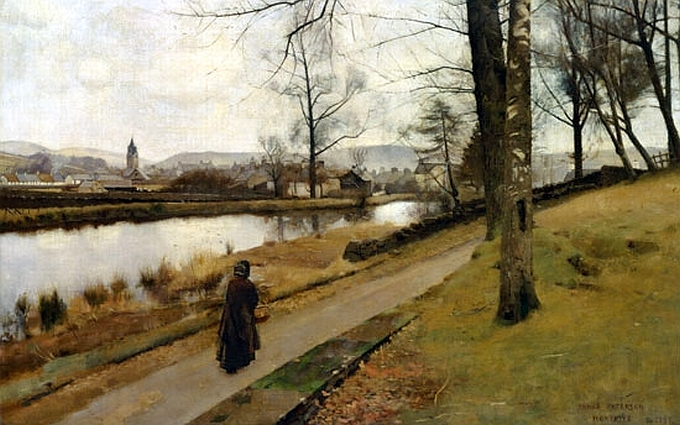
James Paterson: The Last Turning (1885)

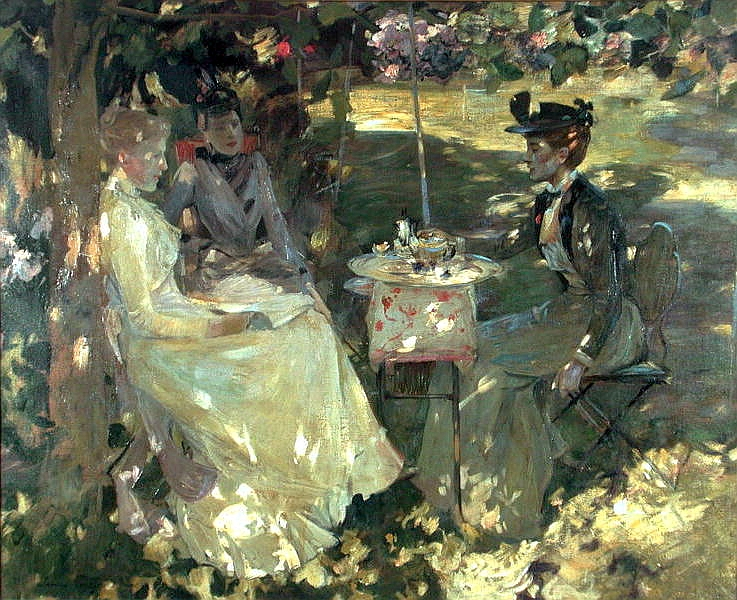
James Guthrie: Midsummer (1892)

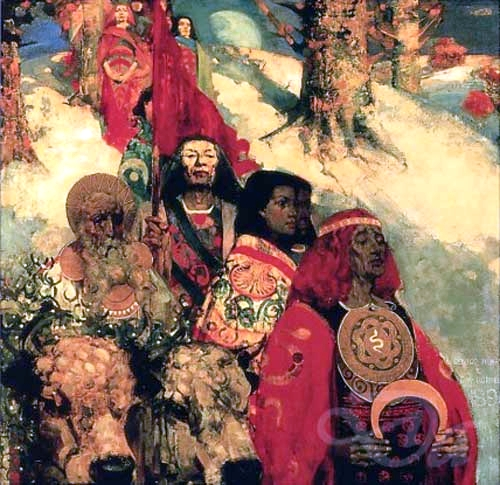
Edward Atkinson Hornel: Druids Bringing in the Mistletoe

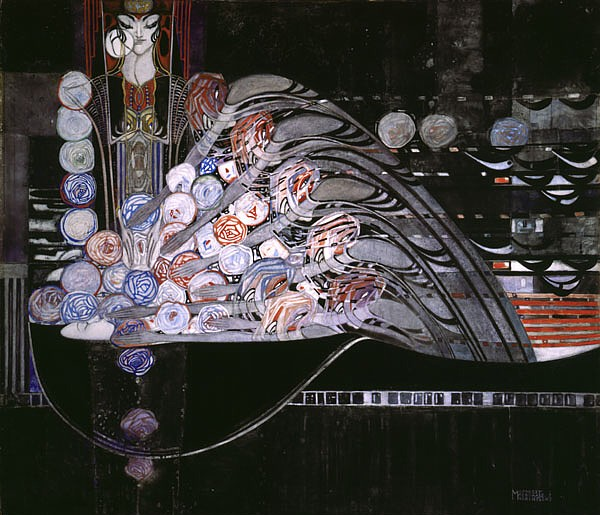
Margaret MacDonald Mackintosh: La Mort Parfumee (1921)

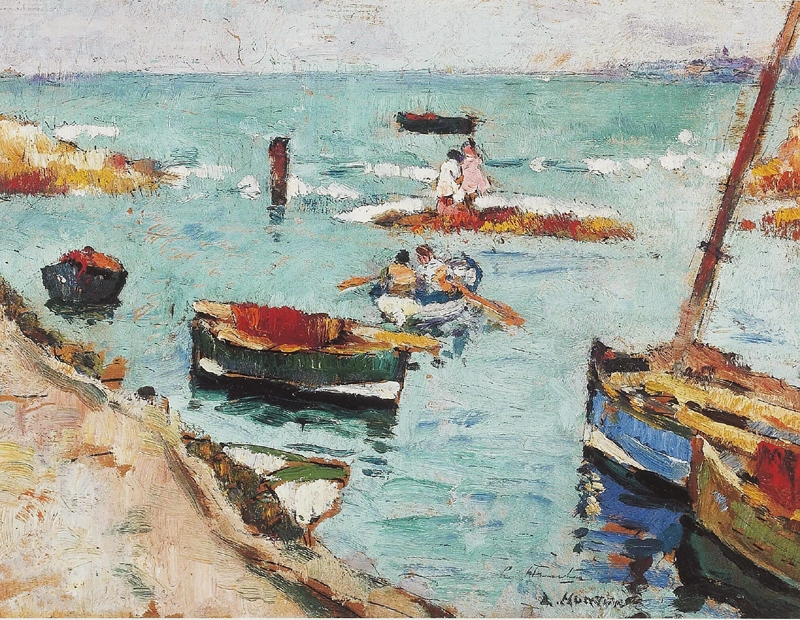
George Hunter: Hunterboats (1922)

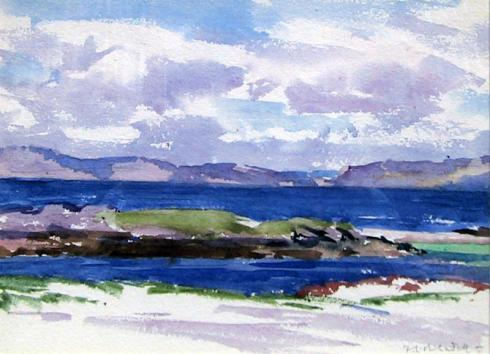
Francis Cadell: Iona

Bis zur Mitte des 19. Jahrhunderts war Glasgow als Zentrum für Handel und Industrie eine der wichtigsten Städte des britischen Empire. Die Stadt hatte zahlreiche Theater, Konzertsäle und Bibliotheken, aber keinen Ausstellungsort für Werke zeitgenössischer Maler und Bildhauer. Ab den 1780er Jahren hatten verschiedene Organisationen erfolglos versucht, diese Lücke zu füllen. Erst mit der Gründung des Glasgow Institute of the Fine Arts gelang eine dauerhafte Lösung. Dazu hatte sich am 29. Mai 1861 eine Gruppe von etwa zehn prominenten Bürgern Glasgows in der Buchanan Street getroffen, um die Veranstaltung einer jährlichen Ausstellung der Arbeiten lebender Künstler zu erörtern. Etwa die Hälfte dieser Gruppe waren Künstler. Für die erste Ausstellung, die bereits Ende des Jahres 1861 stattfand, wurde ein Aufwand von 500 £ veranschlagt. Zwar konnten 101 Gemälde verkauft werden, aber die tatsächlichen Kosten beliefen sich auf über 1.000 £, so dass der Gewinn nur 55 £ betrug. Der Publikumserfolg war mit 39.099 Besuchern dagegen enorm. Daher wurden trotz des enttäuschenden finanziellen Ergebnisses Pläne für weitere Ausstellungen gemacht.
Die Shows, die nun folgten, bestätigten diese Entscheidung. 45.327 Personen besuchten die zweite Ausstellung, 53.000 die dritte, und die Zahlen stiegen stetig in den folgenden zwanzig Jahren. Allerdings brachte dieser überraschende Erfolg eine Reihe von Problemen mit sich. In den Folgejahren musste eine stark wachsende Anzahl von eingereichten Gemälden gesichtet werden. Einer der Gründe für die vielen Zusendungen war, dass die Royal Scottish Academy eine Großzahl der eingereichten Arbeiten regelmäßig ablehnte. Bald wurden auch die Räume in den Corporation Galleries für den Umfang der Ausstellung zu klein. Ohnehin waren die Inhaber der Corporation Galleries mit der monateweisen Anmietung auf Dauer nicht zufrieden. Daher erwarb die Gesellschaft einen eigenen Standort in der Sauchiehall Street und ließ dort Galerien einrichten. Die erste Ausstellung in den neuen Räumlichkeiten wurde 1879 veranstaltet. 
Mit der Größe der Ausstellung wuchsen auch ihre Bedeutung und Qualität. Es entstand zudem eine deutliche Abgrenzung zwischen dem Glasgow Institute und der Scottish Academy. Darüber hinaus beschloss das Institut, nicht nur lokale Künstler zu fördern, sondern auch Shows für moderne Malerei aus ganz Großbritannien zu veranstalten. Ein Anfang wurde durch Anleihen von Gemälden aus Sammlungen einheimischer Kunstliebhaber gemacht. Gemälde von William Turner, John Constable und zahlreichen französischen Künstlern konnten in den 1870er Jahren auf diese Weise einem großen Publikum zugänglich gemacht werden. Agenten wurden schließlich beauftragt, in London geeignete Bilder für das Institut zu suchen. So wurden in den 1880er Jahren einige der berühmtesten englischen Künstler regelmäßige Aussteller beim Glasgow Institute, darunter John Everett Millais, William Holman Hunt, Edward Poynter, Frederic Leighton, George Frederic Watts, Edward Burne-Jones, John Singer Sargent, James McNeill Whistler und Albert Joseph Moore. Französische und Niederländische Gemälde wurden regelmäßig von Sammlern oder Händlern ausgestellt.
Die Ausstellung französischer Maler aus der Schule von Barbizon und jüngerer Künstler wie Jules Bastien-Lepage hatte eine tiefgreifende Wirkung auf eine Gruppe von jungen schottischen Malerinnen und Malern der Glasgow School, darunter Frances MacDonald McNair, Margaret MacDonald Mackintosh, William York MacGregor, James Guthrie, Arthur Melville, Joseph Crawhall, Edward Arthur Walton, James Paterson, Edward Atkinson Hornel und Thomas Millie Dow. Ihr Erfolg im In- und Ausland gepaart mit der großen internationalen Ausstellung von 1888 lenkte die Aufmerksamkeit der ganzen Kunstwelt auf Glasgow und dem Institute of the Fine Arts. Nach und nach nahmen die jungen Künstler ihren Platz im Hanging Committee ein, das über die Auswahl der aufzuhängenden Bilder entschied. Dadurch wurde die Ausrichtung der Gesellschaft deutlich moderner. In dieser Zeit bis mindestens 1914 präsentierte das Institut jährlich die interessantesten und wagemutigsten Ausstellungen der modernen Kunst in Schottland. Nur die Royal Academy of Arts in London konnte eine vergleichbare Vielfalt von Kunstwerken aufweisen. In Anerkennung der beachtlichen Erfolge verlieh Queen Victoria 1896 dem Institut eine königliche Satzung. Aufgrund dieser Royal Charter konnte sich die Gesellschaft nun Royal Glasgow Institute of the Fine Arts nennen.
Die Vorteile, die dem Institut durch eigene Galerien entstanden, wurden jedoch bald durch erhöhte Betriebskosten ausgeglichen. Nun war die Gesellschaft nicht mehr Ausrichter einer einzigen jährlichen Veranstaltung, sondern musste im eigenen Interesse die Galerien während des ganzen Jahres auslasten. Daher nutzte das Institut die Räume auch für kleinere Ausstellungen von Pastell- und Aquarellbildern der Mitglieder. Daneben wurden die Galerien auch anderen Gesellschaften wie der Royal Scottish Society of Painters in Watercolour zur Verfügung gestellt. Trotzdem reichten die Einnahmen nicht aus, um die laufenden Fixkosten der Verwaltung zu decken. Ein Großteil des Kapitals war in das neue Gebäude investiert worden. Auch die aktiven Vermögenswerte waren geschrumpft, da ein Teil der Gemäldesammlung zur Finanzierung der Galerien verkauft worden war. Daher beschloss man im Jahre 1902 nach der Eröffnung der neuen Corporation Art Gallery in Kelvingrove, das eigene Gebäude in der Sauchiehall Street zu verkaufen und wieder die McLellan Galleries anzumieten, die nun leichter zu erreichen waren. Durch den Verkauf konnten die Schulden zwar ausgeglichen werden, aber Glasgow verlor eine seiner schönsten Galerien. Durch einen Großbrand schwer beschädigt, wurde das Gebäude in der Sauchiehall Street schließlich in den frühen 1970er Jahren abgerissen.
Trotz des Ausbruchs des Ersten Weltkrieges im Jahr 1914 unterbrach das Royal Glasgow Institute nicht das Ausstellungsprogramm, sondern fuhr fort, viele Künstler aus der Gegend von Dumfries and Galloway im Süden Schottlands zu unterstützen, zumal diese in den letzten zehn Jahren zum wichtigsten Kapital der Gesellschaft geworden waren. Unter diesen ragten John Lavery und George Henry heraus, zwei der Glasgow Boys, die sich vor dem Krieg in London angesiedelt hatten und nun zum englischen Kunst-Establishment zählten. Zu diesem Zeitpunkt gehörten sie schon zur alten Garde, zusammen mit anderen Vertretern der Glasgow Boys wie  Guthrie, Walton und Hornel. Aber auch zahlreiche jüngere Maler, mehr in Kontakt mit den neuesten Entwicklungen im In- und Ausland, traten regelmäßig in Erscheinung. Die bekanntesten von ihnen waren Samuel Peploe, George Hunter und Francis Cadell, die einen unmittelbaren Bezug zum Vorkriegs-Paris und den Gemälden von Henri Matisse und Pablo Picasso hatten. Nach dem Kriegsende 1918 sah man in den Ausstellungen nur mehr selten französische Malerei. Auch avantgardistische Werke aus Südschottland waren nicht mehr so häufig vertreten.
Das Royal Glasgow Institute hatte auch mit dem Wandel der künstlerischen Trends zu kämpfen und tat sich wie viele Galerien dieser Größe schwer, die jüngere Generation der experimentellen Maler und Bildhauer anzuziehen. Die jungen Künstler betrachteten nämlich die Akademien und Institute als überkommen und altmodisch und arrangierten daher häufig eigene Events und Ausstellung an anderen Orten. Es hatte bereits früher in den 1880er Jahren eine ähnliche Reaktion auf die Royal Academy of Arts in London gegeben, als die Glasgow Boys, die Newlyn School und die Londoner Impressionisten den New English Art Club als Gegenentwurf zur Royal Academy gegründet hatten. Ähnliche Clubs entstanden nun in Schottland, darunter die Society of Eight in Edinburgh, zu deren Mitgliedern Archibald McGlashan, Samuel Peploe und Francis Cadell zählten. 1939 ließ sich John Duncan Fergusson in Glasgow nieder und half bei der Gründung des New Art Club. Bald bildeten sich andere kleine Gruppen, die eine moderne Alternative zum Institut darstellen wollten. Durch die Weigerung, ihre Werke an das Institut oder die Academy zu senden, verstärkten die jungen Maler diesen Zustand und überließen es den eher traditionellen Malern, ihre Werke einzureichen. Zudem rückten ältere und konservative Kräfte in die entscheidenden Gremien des Royal Institutes auf, so dass die Gesellschaft als nicht mehr zeitgemäß erschien.
Wie viele andere etablierte Einrichtungen hatte das Institut in den folgenden Jahren zu akzeptieren, dass die beste zeitgenössische und moderne Malerei nicht mehr in Glasgow zu sehen war. Den Traditionalisten kam diese Entwicklung gelegen, zumal die finanzielle Unabhängigkeit aufgrund der Präsenz von Unternehmern in den Gremien der Gesellschaft gesichert war. Der Einfluss in der Gesellschaft verschob sich aber immer weiter zugunsten der älteren Generation von Malern und Laien, die den konservativen Kurs weiter fortsetzten.
In den 1950er Jahren und in den nachfolgenden Jahrzehnten gab es wiederholt Bemühungen, die Begeisterung, für die das Institut in den ersten fünfzig Jahren ihres Bestehens gesorgt hatte, erneut zu entfachen. Die großzügige Spende der John D. Kelly Gallery gab dem Institut die Möglichkeit, durch kleine Ausstellungen einzelne Maler in einer Zeit zu fördern, in der Räume selten und teuer waren. Die Rückkehr zu der Praxis, Künstler von außerhalb einzuladen, erweiterte die Optionen des Instituts beträchtlich, da viele Menschen die Gelegenheit nutzten, Kunstwerke zu sehen, die in Glasgow normalerweise nicht anzutreffen waren. Die akademischen Maler, deren Geschmacksdiktat die jährlichen Ausstellungen lange Zeit beherrscht hatte, konnten zurückgedrängt werden, so dass eine Rückbesinnung auf die ursprüngliche Zielsetzung stattfand. Heute bietet das Royal Glasgow Institute mit Abstand die größte und meistbesuchte Ausstellung zeitgenössischer Kunst. Sie zeigt wieder vielfältige künstlerische Arbeiten in ganz unterschiedlichen Stilrichtungen und unterliegt keiner ästhetischen Zensur, wie sie in den 1920er und 1930er Jahren weit verbreitet war.

## Bekannte Aussteller
- Jules Bastien-Lepage
- Dorothy Brett
- Edward Burne-Jones
- Francis Cadell
- Léon-François Comerre
- John Constable
- Thomas Millie Dow
- George Henry
- William Holman Hunt
- George Hunter
- John Lavery
- Frederic Leighton
- Frances MacDonald McNair
- Elizabeth MacNicol
- Alexander Mann
- John Everett Millais
- Albert Joseph Moore
- Norah Neilson Gray
- Samuel Peploe
- Edward Poynter
- Alexander Roche
- John Singer Sargent
- William Turner
- George Frederic Watts
- James McNeill Whistler